# Reggenza di Sumenep
La reggenza di Sumenep (in indonesiano: Kabupaten Sumenep) è una reggenza dell'Indonesia, situata nella provincia di Giava Orientale.
La reggenza è costituita dalla parte orientale dell'isola di Madura ed include, oltre a questa, anche molte altre isole che si trovano a est (Talango, Sapudi, Kangean), a nord (Masalembu) e a sud (Giligenteng) di Madura.